# 奈良車掌区
奈良車掌区（ならしゃしょうく）は、奈良県奈良市にある西日本旅客鉄道（JR西日本）大阪支社の車掌が所属する組織である。
最寄り駅は奈良駅。

## 歴史
- 1907年（明治40年）10月1日：奈良車掌駐在所として発足。
- 1914年（大正3年）3月1日：湊町車掌監督奈良駐在になる。
- 1929年（昭和4年）5月11日：湊町車掌所奈良支所になる。
- 1936年（昭和11年）9月1日：湊町車掌区奈良支区になる。
- 1944年（昭和19年）6月1日：湊町車掌区が天王寺車掌区に改称したため、天王寺車掌区奈良支区になる。
- 1947年（昭和22年）1月10日：天王寺車掌区奈良支区から独立して、奈良車掌区になる。

## 乗務範囲
- 関西本線（大和路線）：加茂駅 - JR難波駅間
- 大阪環状線：全線
- 奈良線：木津駅 - 京都駅間
- 和歌山線：王寺駅 - 五条駅間